# Арнольди, Константин Владимирович
Арнольди, Константин Владимирович (23 декабря 1900 [5 января 1901], Москва — 1982, Москва) — советский энтомолог, доктор биологических наук (1945), основатель советской мирмекологической школы, организатор первых шести Всесоюзных мирмекологических симпозиумов «Муравьи и защита леса», почётный член Всесоюзного Энтомологического Общества. «Заслуженный деятель науки РСФСР».

## Биография
Родился 23 декабря 1900 года (5 января 1901) в Москве — сын известного русского ботаника В. М. Арнольди и внук (по матери) профессора И. Н. Горожанкина.
- 1921 — поступил на естественное отделение Московского университета
- 1926 — окончил МГУ, с отличием защитив дипломную работу о муравьях рода Cardiocondyla
- 1934 — утверждён Президиумом Академии наук СССР в учёной степени кандидата биологических наук за работы по энтомологии и «особенно по муравьям»[2]
- 1934 — член Всесоюзного энтомологического общества, избравшего его после 60-летия своим почётным членом
- 1935 — кандидат биологических наук
- 1937 — член Московского общества испытателей природы
- 1942—1954 — старший научный сотрудник лаборатории морфологии беспозвоночных в Институте эволюционной морфологии им. А. Н. Северцова АН СССР
- 1944 — защита докторской диссертации об опасном вредителе сельского хозяйства «Вредная черепашка (Eurygaster integriceps) в дикой природе Средней Азии…» (30 декабря в Институте эволюционной морфологии им. А. Н. Северцова; среди оппонентов профессора В. В. Алпатов, В. Н. Беклемишев, Е. С. Смирнов)[2]
- 1945 — присвоена учёная степень доктор биологических наук (решением ВАК от 29 сентября)[2]
- 1951—1975 — заместитель главного редактора «Зоологического журнала» АН СССР
- 1954—1963 — старший научный сотрудник лаборатории почвенной зоологи ИЭМЭЖ АН СССР (с 1963 по 1969 — консультант)
- 1963 — организатор первого Всесоюзного мирмекологического симпозиума «Муравьи и защита леса»[1]

Супруга — Поддубная-Арнольди Вера Алексеевна (1903—1984), эмбриолог, доктор биологических наук
Похоронен на Пятницком кладбище.

## Названы в честь К. В. Арнольди
В честь К. В. Арнольди названы один род и более 20 видов насекомых, других членистоногих и растений.
- Вид Myrmica arnoldii Dlussky, 1963 — род муравьёв Myrmica
- Вид Plagiolepis arnoldii Dlussky, 1990 — род Plagiolepis
- Вид Strongylognathus arnoldii Radchenko, 1985 — род Strongylognathus
- Вид Handianus arnoldii Emeljanov, 1964 — род цикадок Handianus

## Основные труды
К. В. Арнольди открыл и описал десятки новых для науки видов муравьёв, например, Aenictus dlusskyi Arnol’di, 1968, Myrmica karavajevi Arnoldi, 1930 и др. Им проведены ревизии родов Cardiocondyla, Aphaenogaster, Stenamma, Messor, Myrmica, Leptothorax, Camponotus, Cataglyphis. Арнольди дал общую характеристику лесостепи как зонального явления (1965, 1968) и был одним из основоположников метода использования энтомокомплексов различных биоценозов для характеристики последних. Он внёс значительный вклад в становление и развитие отечественной почвенной зоологии. Академик М. С. Гиляров посвятил ему один из своих трудов — монографию «Зоологический метод диагностики почв» (1965).
- Arnoldi, K. Studien über die Variabilität der Ameisen. I. Die ökologische und die Familienvariabilität von Cardiocondyla stambulowi For (нем.) // Z. Morphol. Ökol. Tiere. — 1926. — Bd. 7. — S. 254—278.

- Arnoldi, K. V. Studien über die Systematik der Ameisen. I. Allgemeiner Teil (нем.) // Zool. Anz.. — 1928. — Bd. 75. — S. 123—137.

- Arnoldi, K. V. Studien über die Systematik der Ameisen. II. Stenamma Westw (нем.) // Zool. Anz.. — 1928. — Bd. 75. — S. 199—215.

- Arnoldi, K. V. Studien über die Systematik der Ameisen. VI. Eine neue parasitische Ameise, mit Bezugnahme auf die Frage nach der Entstehung der Gattungsmerkmale bei den parasitären Ameisen (нем.) // Zool. Anz.. — 1930. — Bd. 91. — S. 267—283.
- Арнольди К. В. О представителях двух новых для Союза ССР триб муравьёв-понерин / К. В. Арнольди // Русск. Энтомол. Обозр. — 1930. — Т. 24, вып. 3-4. — С. 156—161.
- Арнольди К. В. Муравьи Талыша и Диабарской котловины. Их значение для характеристики ценозов наземных беспозвоночных и исторического анализа фауны / К. В. Арнольди // Тр. ЗИН АН СССР. — 1948. -Т. 7, вып. 3. — С. 206—262.
- Арнольди К. В. Высшие и специализированные представители муравьёв-бегунков и фаэтончиков рода Cataglyphis (Hymenoptera, Formicidae) в фауне СССР // Зоологический журнал. — 1964. — Т. 43, № 12. — С. 1800—1815.
- Арнольди К. В. Новые данные о муравьях рода Camponotus (Hymenoptera, Formicidae) фауны СССР. 1. Camponotus str.) / К. В. Арнольди // Зоол. Журн. — 1967. — Т. 46, вып. 12. — С. 1815—1830.
- Арнольди К. В. Зональные зоогеографические и экологические особенности мирмекофауны и населения муравьёв Русской равнины // Зоологический журнал. — 1968. — Т. 47, № 8. — С. 1155—1178.
- Арнольди К. В. Важные дополнения к мирмекофауне (Hymenoptera, Formicidae) СССР и описание новых форм / К. В. Арнольди // Зоол. Журн. −1968. — Т. 47, вып. 12. — С. 1800—1822.
- Арнольди К. В. Обзор муравьёв рода Myrmica (Hymenoptera, Formicidae) Европейской части СССР / К. В. Арнольди // Зоол. Журн. — 1970. — Т. 49, вып. 12. — С. 1829—1844.
- Арнольди К. В. Обзор видов рода Stenamma (Hymenoptera, Formicidae) Союза ССР и описание новых видов / К. В. Арнольди // Зоол. Журн. — 1975. -Т. 54, вып. 12. — С. 1819—1829.
- Арнольди К. В. Обзор рода Aphaenogaster (Hymenoptera, FormLcidae) СССР / К. В. Арнольди // Зоол. Журн. — 1976. — Т. 55, вып. 7. — С. 1019—1026.
- Арнольди К. В. Муравьи рода Myrmica Latr. Средней Азии и Южного Казахстана // Зоологический журнал. — 1976. — Т. 55, № 4. — С. 547—557.

- Арнольди К. В. Новые и малоизвестные виды муравьёв рода Leptothorax Mayr (Hymenoptera, Formicidae) европейской части СССР и Кавказа // Энтомологическое обозрение. — 1977. — Т. 56, № 1. — С. 198—204.

- Арнольди К. В. Обзор муравьёв жнецов рода Messor (Hymenoptera, Formicidae) фауны СССР // Зоологический журнал. — 1977. — Т. 56, № 11. — С. 1637—1648.
- Арнольди К. В., Длусский Г. М. Надсемейство Formicoidea. Семейство Formicidae – Муравьи // Определитель насекомых европейской части СССР. Т. III. Перепончатокрылые. Первая часть // Подотряд Apocrita — Стебельчатобрюхие (Арнольди К. В. и др.) / под общ. ред. Г. С. Медведева. — Л.: Наука, 1978. — С. 519–556. — 584 с. — (Определители по фауне СССР, издаваемые Зоологическим институтом АН СССР; вып. 119). — 3500 экз.